# Thèze (Pirenei Atlantici)
Thèze è un comune francese di 843 abitanti situato nel dipartimento dei Pirenei Atlantici nella regione della Nuova Aquitania.

## Società

### Evoluzione demografica
Abitanti censiti